# تشيت بروير
تشيت بروير (بالإنجليزية: Chet Brewer)‏ هو لاعب كرة قاعدة أمريكي، ولد في 14 يناير 1907 في ليفنوورث في الولايات المتحدة، وتوفي في 26 مارس 1990 في ويتير في الولايات المتحدة.